# Sulpiryd
Sulpiryd – organiczny związek chemiczny, pochodna benzamidowa, stosowany jako lek przeciwpsychotyczny, działający przez wybiórcze blokowanie receptorów dopaminergicznych D2 w ośrodkowym układzie nerwowym. Sulpiryd wykazuje silne działanie antyautystyczne, aktywizujące i przeciwdepresyjne i niewielkie działanie przeciwwytwórcze.
Jest lekiem bezpiecznym w leczeniu lżejszych postaci psychoz – szczególnie przebiegających z apatią, depresją, wycofaniem społecznym.

## Mechanizm działania
Sulpiryd jest antagonistą receptorów dopaminergicznych D2 i D3.

## Wskazania
Ostre i przewlekłe psychozy w schizofrenii, zwłaszcza z objawami upośledzonej aktywności, przewlekłe psychozy alkoholowe, zaburzenia psychosomatyczne, zaburzenia depresyjne, w przypadku gdy stosowanie innych leków przeciwdepresyjnych jest nieskuteczne albo niemożliwe, migrena i zawroty głowy o różnej etiologii (m.in. choroba Ménière’a), wspomagająco w leczeniu uzależnienia alkoholowego.

## Przeciwwskazania i działania niepożądane
Przeciwwskazaniami do stosowania leku są guz chromochłonny nadnerczy, padaczka, choroba Parkinsona, niewydolność nerek.
Nie należy go przyjmować w czasie ciąży i karmienia piersią.

## Działania niepożądane
Częstym działaniem niepożądanym sulpirydu jest hiperprolaktynemia, mogąca objawiać się mlekotokiem, brakiem miesiączki lub nieregularnością miesiączkowania. Stosunkowo często występują objawy pozapiramidowe. Działanie cholinolityczne leku może objawiać się suchością w ustach, zaburzeniami widzenia, zaparciami. Przez działanie na receptory histaminowe często powoduje przyrost masy ciała i senność.
W czasie przyjmowania leku należy okresowo kontrolować obraz krwi oraz czynność wątroby oraz poziom prolaktyny w surowicy. Działania uboczne występują na ogół przy większych dawkach.

## Dawkowanie
Dawki ustala lekarz. Niskie dawki (do 300 mg na dobę) wykazują działanie przeciwdepresyjne. Działanie przeciwpsychotyczne sulpirydu ujawnia się przy stosowaniu dawek 400 mg na dobę i wyższych (do 1200 mg na dobę). Zaleca się przyjmowanie leku w dwóch dawkach podzielonych, przy czym ostatnią dawkę należy przyjąć przed godziną 16:00 (ze względu na mogące wystąpić zaburzenia snu podczas kuracji sulpirydem).
Dostępność biologiczna leku jest słaba i zmienna (27–34%), a dodatkowo pogarsza się o 30% przy obecności pokarmu. Powinno się go przyjmować godzinę przed posiłkiem lub dwie godziny po nim. Pełne działanie psychotropowe leku występuje po kilku tygodniach stosowania.
W migrenie i chorobie wrzodowej stosuje się małe dawki sulpirydu (do 200 mg na dobę).

## Ostrzeżenia specjalne
Podczas stosowania leku nie należy prowadzić pojazdów ani obsługiwać urządzeń mechanicznych. Nie należy przyjmować leku przed snem, gdyż może powodować zakłócenia snu. Podczas kuracji sulpirydem nie należy spożywać alkoholu.

## Interakcje
Sulpiryd nasila działanie środków hipotensyjnych, nasennych i przeciwbólowych oraz alkoholu.